# 大明暦
大明暦（だいめいれき）は、中国暦の一つで、南朝宋・斉の祖沖之（そちゅうし）によって編纂された太陰太陽暦の暦法。南朝宋の大明六年（462年）に完成し、その死後、南朝梁によって官暦に採用され、南朝梁の天監九年（510年）から南朝陳の末年、禎明三年（589年）までの80年間、使用された。

## 閏月法の改正
祖沖之は、従来の19年7閏月の章法では200年に1日の遅れがでるとして、これを改め、391年に144の閏月を置く破章法を採用した。これにより、1太陽年を365+9589/39491（≒365.24281）日、1朔望月を29+2090/3939（≒29.530592）日とした。これは南宋の慶元五年（1199年）に施行された統天暦以前としては最も精確な数値であった。

## 歳差の導入
中国では東晋の咸和五年（330年）に虞喜が歳差を発見していたが、大明暦によって歳差が暦の計算に導入された。ただし、45年11か月に1度、冬至点が動くと考えており、その数値は過大なものだった（実際は約70.7年に1度）。

## 交点月の計算
はじめて交点月の日数を求めて暦に導入した。1交点月を27.21223日とし、祖沖之は、これに基づいて元嘉十三年（436年）から大明三年（459年）に四度現れた月食の時刻を推算し、実際の観測データと合致していることが確かめられた。